# The Highwaymen
The Highwaymen (с англ. — «Люди с большой дороги») — супер-группа в составе четырех популярных кантри-музыкантов: Джонни Кэша, Вэйлона Дженнингса, Вилли Нельсона и Криса Кристофферсона. Группа существовала с 1985 по 1995 год и выпустила три альбома: два на Columbia Records и один на Liberty Records.

## Участники
- Джонни Кэш
- Вэйлон Дженнингс
- Вилли Нельсон
- Крис Кристофферсон

## Альбомы

### Highwayman
Коллектив, сформированный в 1985 году, ещё не имел официального названия, когда был выпущен первый альбом «Highwayman» (русск. — Разбойник). Вместо названия группы на обложке альбома были перечислены артисты — «Дженнингс, Нельсон, Кэш, Кристофферсон». Заглавная песня альбома — «Highwayman» с текстом Джимми Вэбба — стала кантри-хитом номер 1. На альбоме было 10 песен, две из которых написал Кэш. Продюсировал альбом Чипс Моман, работавший прежде с Элвисом Пресли.

### Highwayman 2
Сотрудничество оказалось плодотворным, и год спустя Кэш и Дженнингс вдвоём записали альбом из 10 песен, названный «Heroes». В полном составе группа возвращается в 1990 г. со вторым альбомом «Highwayman 2», который был номинирован на «Грэмми» в номинации «Лучшее совместное вокальное кантри-исполнение». Продюсером, как и прежде, стал Моман. Из десяти песен альбома членами группы было написано шесть.

### The Road Goes on Forever
Последним релизом группы стал альбом 1995 года «The Road Goes on Forever» (русск. — Дорога идёт вечно), который продюсировал Дон Вос. Из 11 песен три были написаны участниками группы. После выхода альбома артисты продолжили свои сольные карьеры. В 2005 году альбом был переиздан с добавлением шести новых песен, а на DVD вышли: видеоклип на песню «It Is What It Is» и документальный фильм под названием «Live Forever — In the Studio with the Highwaymen».

## Дискография

### Студийные альбомы
- Highwayman (май 1985, стал «платиновым» в США)
- Highwayman 2 (февраль 1990)
- The Road Goes on Forever (апрель 1995)

### Альбомы-компиляции
- «The Highwaymen Ride Again» (1995)
- «Super Hits» (1995)
- «Country Legends» (2005)

### Синглы
- «Highwayman» (1985)
- «Desperados Waiting for a Train» (1985)
- «Silver Stallion» (1990)

### Концертные альбомы
- «The Highwaymen Live: American Outlaws» (20 мая 2016)

## Видеоклипы
- «Highwayman» (режиссёр — Питер Израельсон)
- «Silver Stallion» (режиссёр — Джон Смолл)
- «It Is What It Is» (режиссёр — Дон Вос)

## Галерея

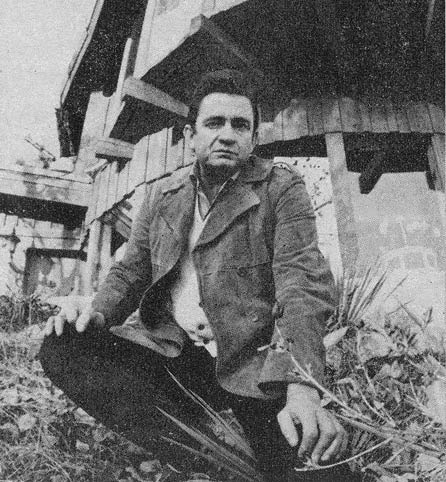
Джонни Кэш
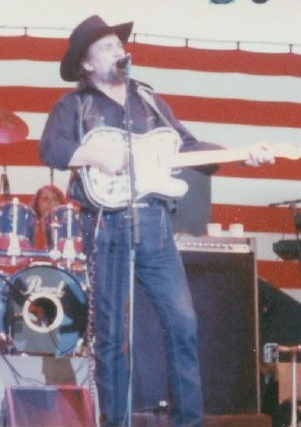
Вэйлон Дженнингс
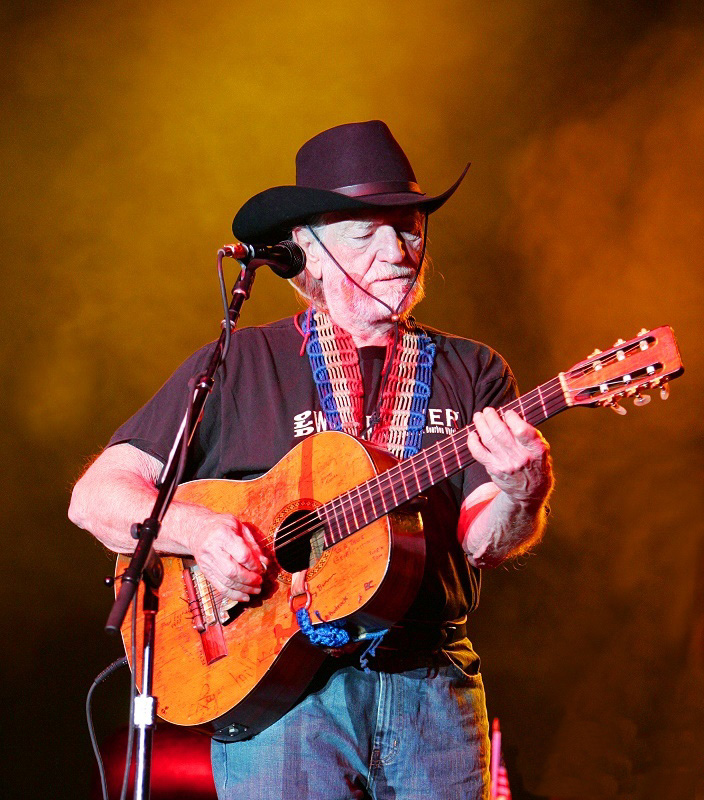
Вилли Нельсон
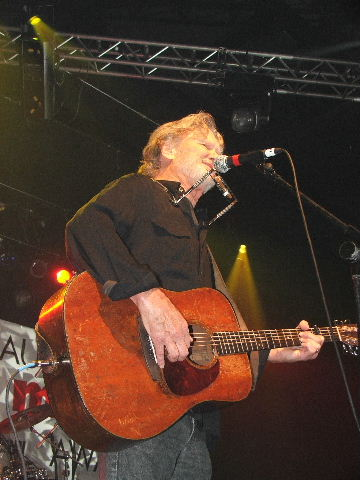
Крис Кристофферсон